# Én đá
Én đá, tên khoa học Ptyonoprogne fuligula, là một loài chim tronġ họ Hirundinidae.

## Hình ảnh

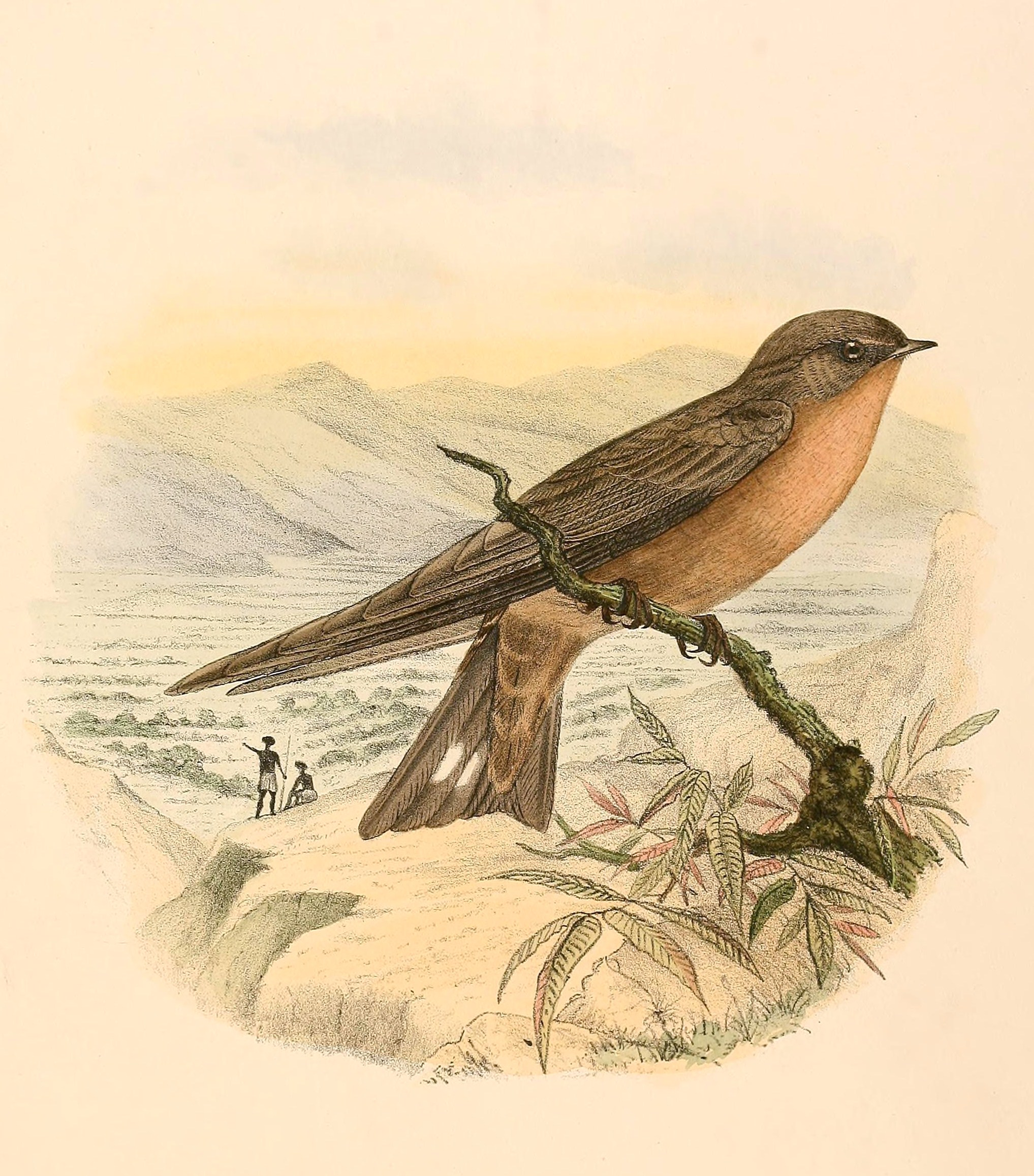
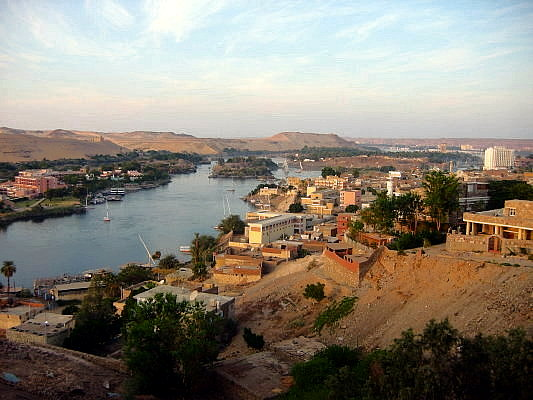
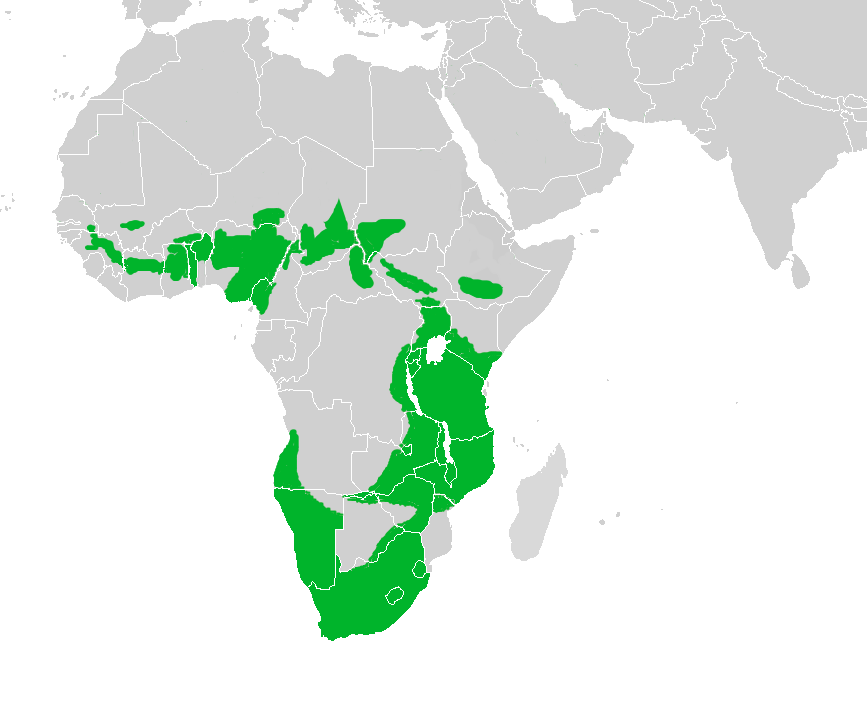
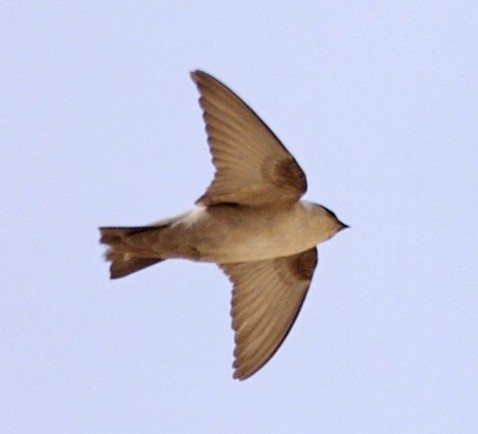